# Spanioplanus
Spanioplanus mitis és una espècie d'aranya araneomorfa de la subfamília dels erigonins, dins de la família Linyphiidae. És l'únic membre del gènere monotípic Spanioplanus.
Es poden trobar al Perú i Veneçuela..
Fou descrit per primera vegada per Alfred Frank Millidge l'any 1991.